# Cloford
Cloford är en by i civil parish Wanstrow, i enhetskommunen Somerset, i grevskapet Somerset, i England. Byn är belägen 6 km från Frome. Cloford var en civil parish fram till 1933 när blev den en del av Wanstrow. Civil parish hade 117 invånare år 1931. Byn nämndes i Domedagsboken (Domesday Book) år 1086, och kallades då Claford/Claforda/Cladforda.